# Jordi Morera i Cortines
Jordi Morera i Cortines (Barcelona, 1947) és un enginyer, professor i polític català, que exerceix d'alcalde de Tagamanent des del 2007.
Nascut al barri de Sant Andreu de Palomar de Barcelona, el seu pare, Jaume Morera i Mirallet, va ser el 1931 un dels fundadors de la Unió Democràtica de Catalunya. Jordi Morera es va titular com a enginyer tècnic a l'Escola d'Enginyeria Tècnica de Barcelona (l'Escola Industrial). En aquesta institució contribuí a la formació del Sindicat d'Estudiants. Treballà per la fundació de les Comissions Obreres, però el 1966 ja havia estat un dels fundadors de la secció juvenil de Comissions Obreres, les COJ. Continuà amb l'activitat sindical quan ja treballava a la SEAT, empresa d'on plegà el 1981 quan feia d'encarregat de laboratori. Es dedicà a l'ensenyament fins a jubilar-se el 2007, quan era professor de llengua i literatura catalana a l'IES Gallecs de Mollet del Vallès. L'any 2002 es traslladà a viure a Tagamanent, on tenia una casa des del 1983.
Militant d'ERC des del 1992, el 1999 va entrar de regidor a l'ajuntament, i a les eleccions del 2007 fou elegit alcalde (16.6.7) amb els vots dels regidors d'ERC i del PSC.
És conseller comarcal, vocal del consell del Consorci per a la Gestió de Residus del Vallès Oriental i de l'empresa Serveis Ambientals del Vallès Oriental Consell Arxivat 2008-07-19 a Wayback Machine..
Ha publicat els articles Petit estudi del topònim Matavaques (Tagamanent 43, 19 desembre 1998) i L'antic camí rural de Vic i altres camins: cal recuperar-los (Tagamanent 48 de juny, i 49 de desembre del 2001).